# ويليام إف. مارتن
ويليام إف. مارتن (بالإنجليزية: William F. Martin)‏ هو عالم أحياء وعالم نبات واقتصادي أمريكي، ولد في 16 فبراير 1957 في بيثيسدا في الولايات المتحدة.